# Босуэлл, Дарьен
Да́рьен Грэм Бо́суэлл (англ. Darien Graham Boswell; 23 мая 1938, Окленд — 11 февраля 2018, Керайкри, Нортленд) — новозеландский гребец, выступавший за сборную Новой Зеландии по академической гребле в первой половине 1960-х годов. Серебряный призёр Игр Содружества, победитель регат национального и международного значения, участник летних Олимпийских игр в Токио.

## Биография
Дарьен Босуэлл родился 23 мая 1938 года в Окленде, Новая Зеландия.
Первого серьёзного успеха в своей спортивной карьере добился в сезоне 1962 года, когда вошёл в основной состав новозеландской национальной сборной и побывал на Играх Британской империи и Содружества наций в Перте, откуда привёз награду серебряного достоинства, выигранную в зачёте распашных рулевых восьмёрок — в финале их опередила только команда из Австралии.
В 1963 году принимал участие в Королевской регате Хенли, одержал победу на Кубке вызова принца Филлипа.
Благодаря череде удачных выступлений удостоился права защищать честь страны на летних Олимпийских играх 1964 года в Токио — в составе экипажа, куда также вошли гребцы Алистер Драйден, Питер Масфен, Дадли Стори и рулевой Роберт Пейдж, стартовал в распашных рулевых четвёрках, но занял в итоге лишь восьмое место.
Его сын Дейн Босуэлл впоследствии тоже стал достаточно известным гребцом, бронзовый призёр чемпионата мира в Итоне.
Умер 11 февраля 2018 года в городе Керайкри в возрасте 79 лет.